# Barra 68 - Sem Perder a Ternura
Barra 68 - Sem Perder a Ternura é um documentário brasileiro de 2001, escrito e dirigido por Vladimir Carvalho.

## Sinopse
Histórico sobre a criação da Universidade de Brasília, as inovações que ela propunha, a perseguição que sofreu iniciada com o Regime militar de 1964, até sua invasão pelo Exército Brasileiro em 1968. Narrado por Othon Bastos, conta com depoimentos de Oscar Niemeyer, Roberto Salmeron, Jean-Claude Bernardet, Ana Miranda, Marcos Santilli, Cacá Diegues, José Carlos de Almeida Azevedo e familiares de Honestino Guimarães, entre outros.